# Liste der Darsteller der Fernsehserie Supernatural
Dieser Artikel bietet eine Übersicht über die Hauptdarsteller und die wichtigsten Neben- und Gastdarsteller der US-Fernsehserie Supernatural sowie deren deutsche Synchronsprecher.

## Hauptbesetzung
| Rollenname              | Schauspieler                                                                | Hauptrolle | Nebenrolle           | Synchronsprecher                                                              |
| ----------------------- | --------------------------------------------------------------------------- | ---------- | -------------------- | ----------------------------------------------------------------------------- |
| Dean Winchester         | Jensen Ackles                                                               | 1–15       |                      | Julien Haggége                                                                |
| Samuel „Sam“ Winchester | Jared Padalecki                                                             | 1–15       |                      | Wanja Gerick                                                                  |
| Ruby                    | Katie Cassidy Genevieve Padalecki                                           | 3          | 4, 15                | Cathlen Gawlich Natascha Geisler                                              |
| Bela Talbot             | Lauren Cohan                                                                | 3          |                      | Tanja Geke                                                                    |
| Castiel „Cass“          | Misha Collins                                                               | 5–6, 9–15  | 4, 7–8               | Florian Halm                                                                  |
| Crowley                 | Mark Sheppard                                                               | 10–12      | 5–9                  | Matti Klemm                                                                   |
| Luzifer                 | Mark Pellegrino Jared Padalecki Misha Collins Rick Springfield David Chisum | 12–14      | 5, 7, 11, 15 5 11 12 | Bernhard Völger Wanja Gerick Florian Halm Torsten Michaelis Thomas Nero Wolff |
| Jack                    | Alexander Calvert                                                           | 13–15      | 12                   | Konrad Bösherz                                                                |

## Nebenbesetzung
| Rollenname                       | Schauspieler                                                       | Staffel           | Synchronsprecher                      |
| -------------------------------- | ------------------------------------------------------------------ | ----------------- | ------------------------------------- |
| Robert „Bobby“ Singer            | Jim Beaver                                                         | 1–15              | Jan Spitzer                           |
| Mary Sandra Winchester           | Samantha Smith                                                     | 1–2, 4–6, 11–14   | Claudia Urbschat-Mingues              |
| Meg Masters                      | Nicki Aycox Rachel Miner                                           | 1–2 4–8, 15       | Tanja Geke, Manja Doering (Staffel 7) |
| Ed Zeddmore                      | A. J. Buckley                                                      | 1, 3–5, 9         | Sebastian Schulz                      |
| Harry Spengler                   | Travis Wester                                                      | 1, 3–5, 9         | Robin Kahnmeyer                       |
| Der gelbäugige Dämon/Azazel      | Fredric Lehne                                                      | 1–2, 4, 6         | Udo Schenk                            |
| John Eric Winchester             | Jeffrey Dean Morgan                                                | 1–3, 14           | Stephan Rabow                         |
| Jessica Moore                    | Adrianne Palicki                                                   | 1–2, 5            | Ilona Brokowski                       |
| Trickster/Erzengel Gabriel/Loki  | Richard Speight Jr.                                                | 2–3, 5, 9, 13     | Michael Pan                           |
| Tessa/Sensenmann                 | Lindsey McKeon                                                     | 2, 4, 6, 9        | Maria Koschny                         |
| Joanna Beth „Jo“ Harvelle        | Alona Tal                                                          | 2, 5, 7           | Marie Bierstedt                       |
| Ellen Harvelle                   | Samantha Ferris                                                    | 2, 5–6            | Martina Treger                        |
| FBI-Agent Victor Henricksen      | Charles Malik Whitfield                                            | 2–4               | Charles Rettinghaus                   |
| Gordon Walker                    | Sterling K. Brown                                                  | 2–3               | Tobias Kluckert                       |
| Lenore                           | Amber Benson                                                       | 2, 6              | Ulrike Stürzbecher                    |
| Ash                              | Chad Lindberg                                                      | 2, 5              | Sebastian Schulz                      |
| Ronald Reznick                   | Chris Gauthier                                                     | 2, 4              | Stefan Fredrich                       |
| Andrew „Andy“ Gallagher          | Gabriel Tigerman                                                   | 2                 | Marcel Collé                          |
| Ava Wilson                       | Katharine Isabelle                                                 | 2                 | Luise Helm                            |
| Rufus Turner                     | Steven Williams                                                    | 3, 5–7, 11        | Engelbert von Nordhausen              |
| Karen Singer                     | Elizabeth Marleau/Carrie Anne Fleming                              | 3, 5, 7           | Claudia Schmidt                       |
| Lisa Braeden                     | Cindy Sampson                                                      | 3, 5–6            | Nana Spier                            |
| Ben Braeden                      | Nicholas Elia                                                      | 3, 6              |                                       |
| Lilith                           | Rachel Pattee Sierra McCormick Katherine Boecher Anna Grace Barlow | 3 4 15            | Peggy Sander                          |
| Claire Novak                     | Sydney Imbeau Kathryn Newton                                       | 4 10–13           | Jodie Blank Friedel Morgenstern       |
| Chuck Shurley/Carver Edlund/Gott | Rob Benedict                                                       | 4–5, 10–11, 14–15 | Stefan Krause                         |
| John Winchester (jung)           | Matt Cohen                                                         | 4–5, 11           | Tobias Nath                           |
| Mary Winchester (jung)           | Amy Gumenick                                                       | 4–5               | Esra Vural                            |
| Uriel                            | Robert Wisdom                                                      | 4–5               | Oliver Stritzel                       |
| Zachariah                        | Kurt Fuller                                                        | 4–5, 14           | Detlef Bierstedt                      |
| Adam Milligan/Michael            | Jake Abel Jensen Ackles                                            | 4–5, 13–15        | Hannes Maurer                         |
| Pamela Barnes                    | Traci Dinwiddie                                                    | 4–5, 14           | Vera Teltz                            |
| Anna Milton                      | Julie McNiven                                                      | 4–5               | Dascha Lehmann                        |
| Samuel Campbell                  | Mitch Pileggi                                                      | 4, 6              | Uli Krohm                             |
| Alastair                         | Mark Rolston/Christopher Heyerdahl                                 | 4                 | Joachim Tennstedt                     |
| Sheriff Jody Mills               | Kim Rhodes                                                         | 5–15              | Andrea Solter                         |
| Der Tod                          | Julian Richings                                                    | 5–7, 9–10         | Hans-Jürgen Dittberner                |
| Becky Rosen                      | Emily Perkins                                                      | 5, 7, 15          | Julia Kaufmann                        |
| Martin Creaser                   | Jon Gries                                                          | 5, 8              | Marcus Off                            |
| Die Pest                         | Matt Frewer                                                        | 5                 | Frank-Otto Schenk                     |
| Alpha Vampir                     | Rick Worthy                                                        | 6–7, 12           | Marcus Off                            |
| Christian Campbell               | Corin Nemec                                                        | 6                 | Marcel Collé                          |
| Balthazar                        | Sebastian Roché                                                    | 6                 | Thomas Nero Wolff                     |
| Eve (Die Mutter aller Monster)   | Julia Maxwell/Samantha Smith                                       | 6                 | Melanie Hinze                         |
| Charlie Bradbury                 | Felicia Day                                                        | 7–10, 13–15       | Julia Meynen                          |
| Kevin Tran                       | Osric Chau                                                         | 7–9, 11, 13–15    | Maximilian Artajo                     |
| Linda Tran                       | Khaira Ledeyo Lauren Tom                                           | 7 8–9             | Ulrike Stürzbecher                    |
| Krissy Chambers                  | Madison McLaughlin                                                 | 7–8               | Friedel Morgenstern                   |
| Garth Fitzgerald IV              | DJ Qualls                                                          | 7–9, 14–15        | Dirk Stollberg                        |
| Richard „Dick“ Roman             | James Patrick Stuart                                               | 7                 | Alexander Doering                     |
| Metatron                         | Curtis Armstrong                                                   | 8–11              | Gerald Schaale                        |
| Abaddon                          | Alaina Huffman                                                     | 8–9               | Britta Steffenhagen                   |
| Henry Winchester                 | Gil McKinney                                                       | 8–9               | Jan Sebastian Makino                  |
| Benny Lafitte                    | Ty Olsson                                                          | 8, 10, 15         | Dennis Schmidt-Foß                    |
| Kate                             | Brit Sheridan                                                      | 8, 10             |                                       |
| Naomi                            | Amanda Tapping                                                     | 8, 13–14          | Daniela Hoffmann                      |
| Amelia Richardson                | Liane Balaban                                                      | 8                 | Nora Kunzendorf                       |
| Samandriel                       | Tyler Johnston                                                     | 8                 | Hannes Maurer                         |
| Donna Hanscum                    | Briana Buckmaster                                                  | 9–11, 13–15       | Debora Weigert                        |
| Alex Jones                       | Katherine Ramdeen                                                  | 9, 11–13          | Marie-Luise Schramm                   |
| Kain                             | Timothy Omundson                                                   | 9–10              | Rainer Doering                        |
| Hannah                           | Erica Carroll                                                      | 9–11              | Schaukje Könning                      |
| Gadreel                          | Tahmoh Penikett/Jared Padalecki                                    | 9                 | Thomas Schmuckert                     |
| Rowena                           | Ruth Connell                                                       | 10–15             | Marion Musiol                         |
| Donatello Redfield               | Keith Szarabajka                                                   | 11–15             | Thomas Kästner                        |
| Billie                           | Lisa Berry                                                         | 11–15             | Katharina Spiering                    |
| Eileen Leahy                     | Shoshannah Stern                                                   | 11–12, 15         | Dorette Hugo                          |
| Lady Toni Bevell                 | Elizabeth Blackmore                                                | 11–12             | Melanie Isakowitz                     |
| Amara / Die Finsternis           | Emily Swallow                                                      | 11, 15            | Marieke Oeffinger                     |
| Arthur Ketch                     | David Haydn-Jones                                                  | 12–15             | Nicolas Böll                          |
| Kelly Kline                      | Courtney Ford                                                      | 12–14             | Julia Kaufmann                        |
| Mick Davies                      | Adam Fergus                                                        | 12                | Robert Glatzeder                      |
| Asmodeus                         | Jeffrey Vincent Parise                                             | 13                | Frank Schaff                          |
| Anael/Schwester Jo               | Danneel Ackles                                                     | 13–15             |                                       |
| Kaia Nieves                      | Yadira Guevara-Prip                                                | 13, 15            |                                       |